# 正樹院 (さいたま市)
正樹院（しょうじゅいん）は、埼玉県さいたま市浦和区にある浄土宗の寺院。

## 歴史
1521年（大永元年）、細谷三河守（諱は不明）の開基である。細谷は後北条氏の家臣であった。
江戸時代は、将軍徳川家光より寺領14石が安堵された。それを保証する朱印状が残っている。

## 交通アクセス
- 与野駅より徒歩22分。